# المأوى (رواية)
المأوى (بالإنجليزية: Shelter)‏ هي أول رواية من سلسلة "ميكي بوليتار" للكبار للكاتب الأمريكي هارلان كوبن. نُشرت الرواية لأول مرة في 15 سبتمبر 2011 بواسطة أوريون بوكس في المملكة المتحدة و بافن بوكس في الولايات المتحدة.